# Ruellia portellae
Ruellia portellae är en akantusväxtart som beskrevs av Joseph Dalton Hooker. Ruellia portellae ingår i släktet Ruellia och familjen akantusväxter. Inga underarter finns listade i Catalogue of Life.

## Bildgalleri

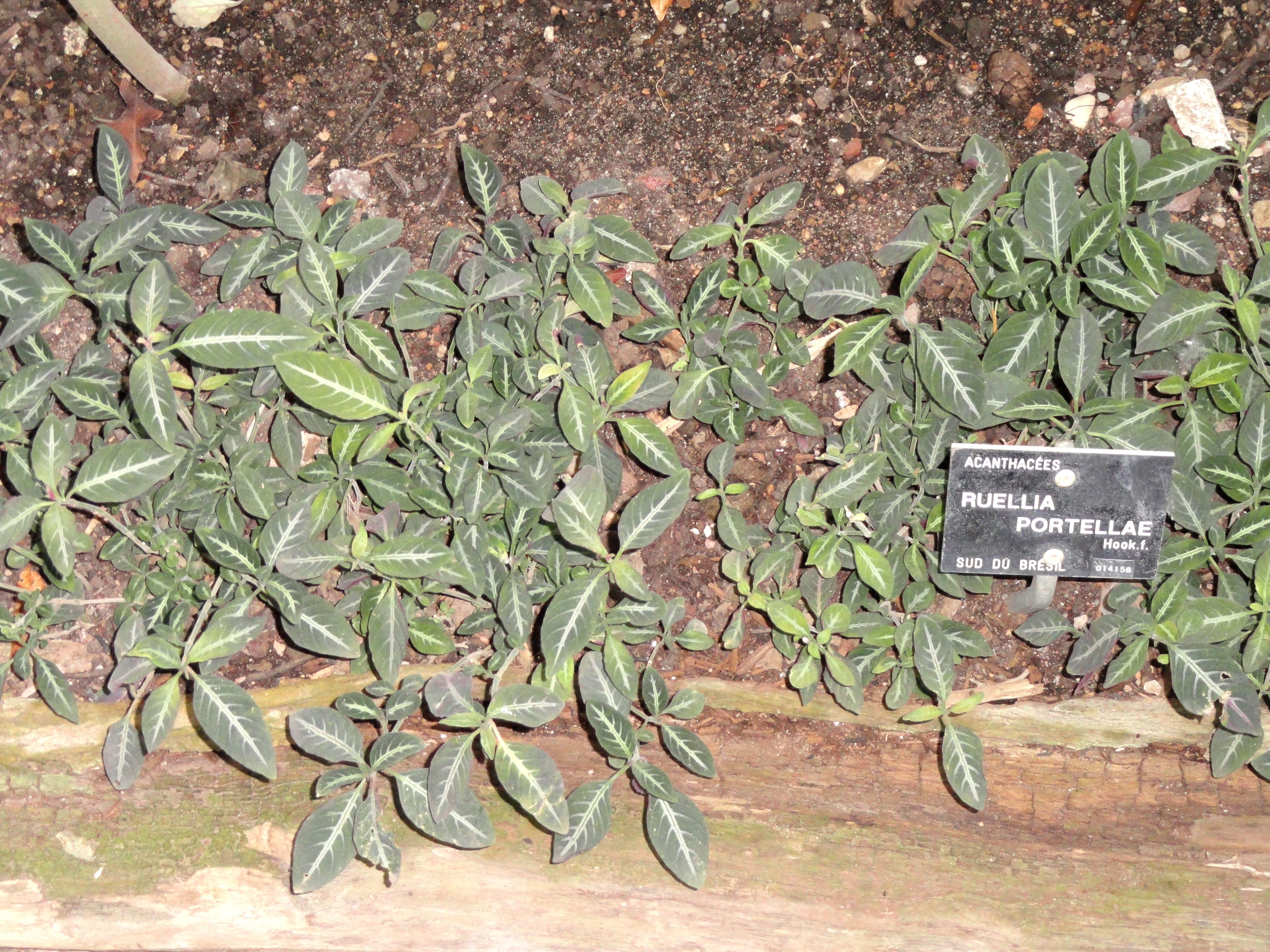
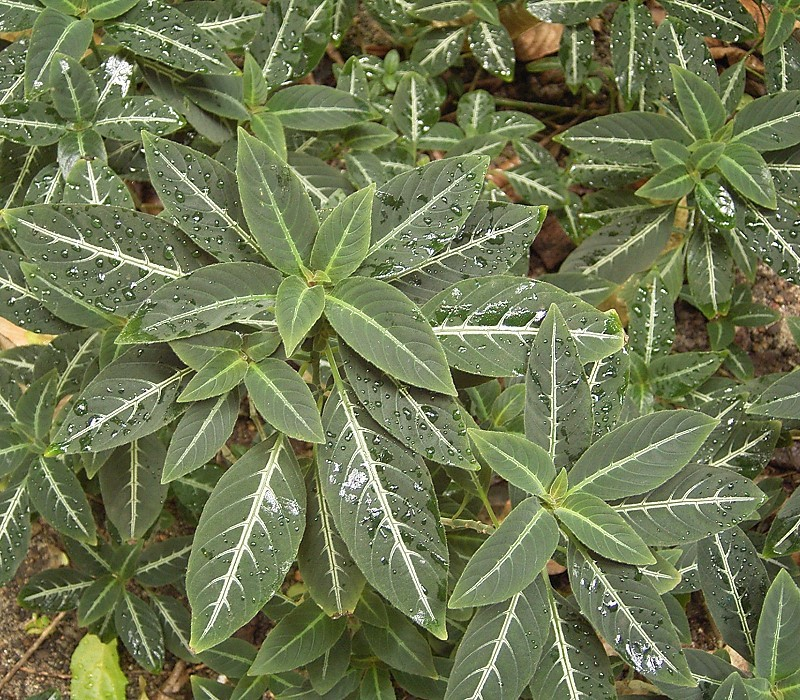
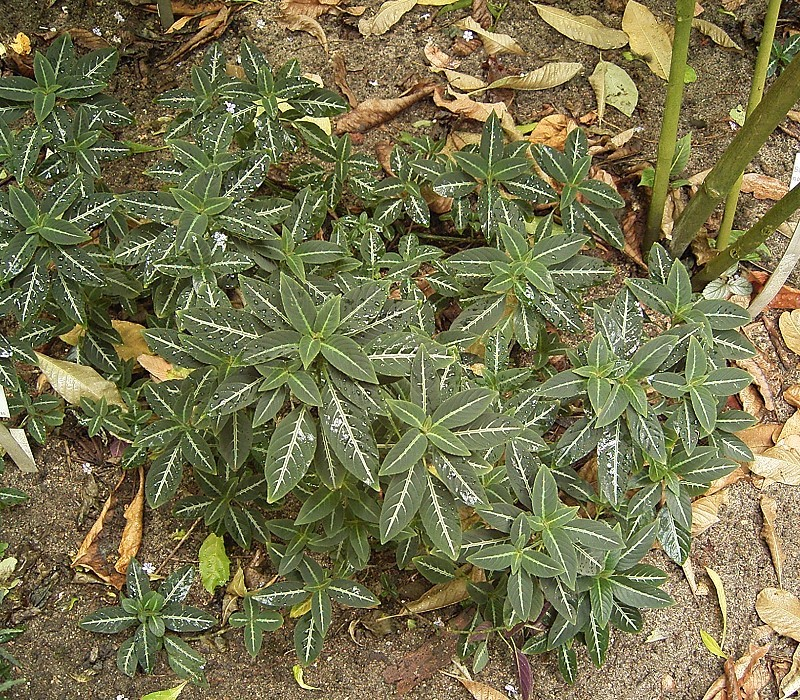
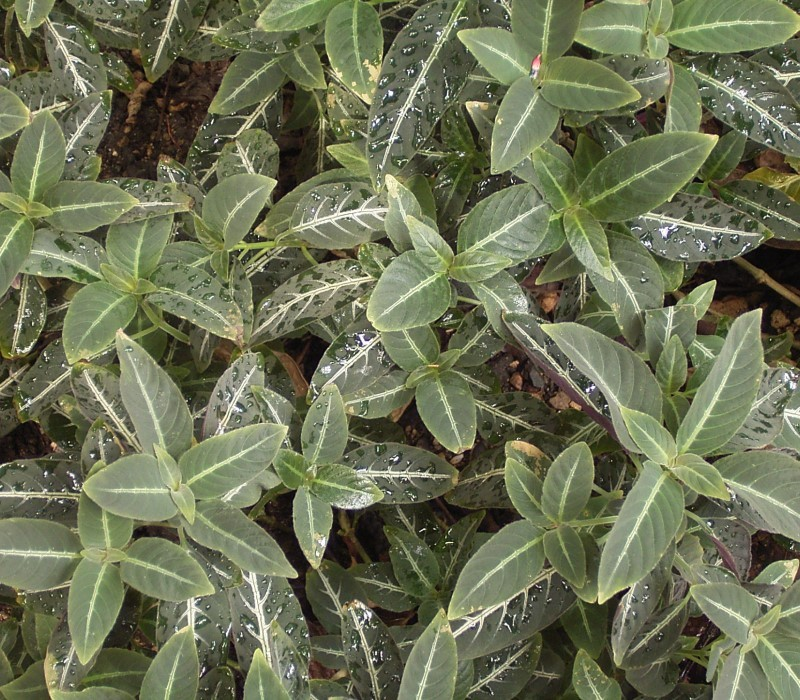
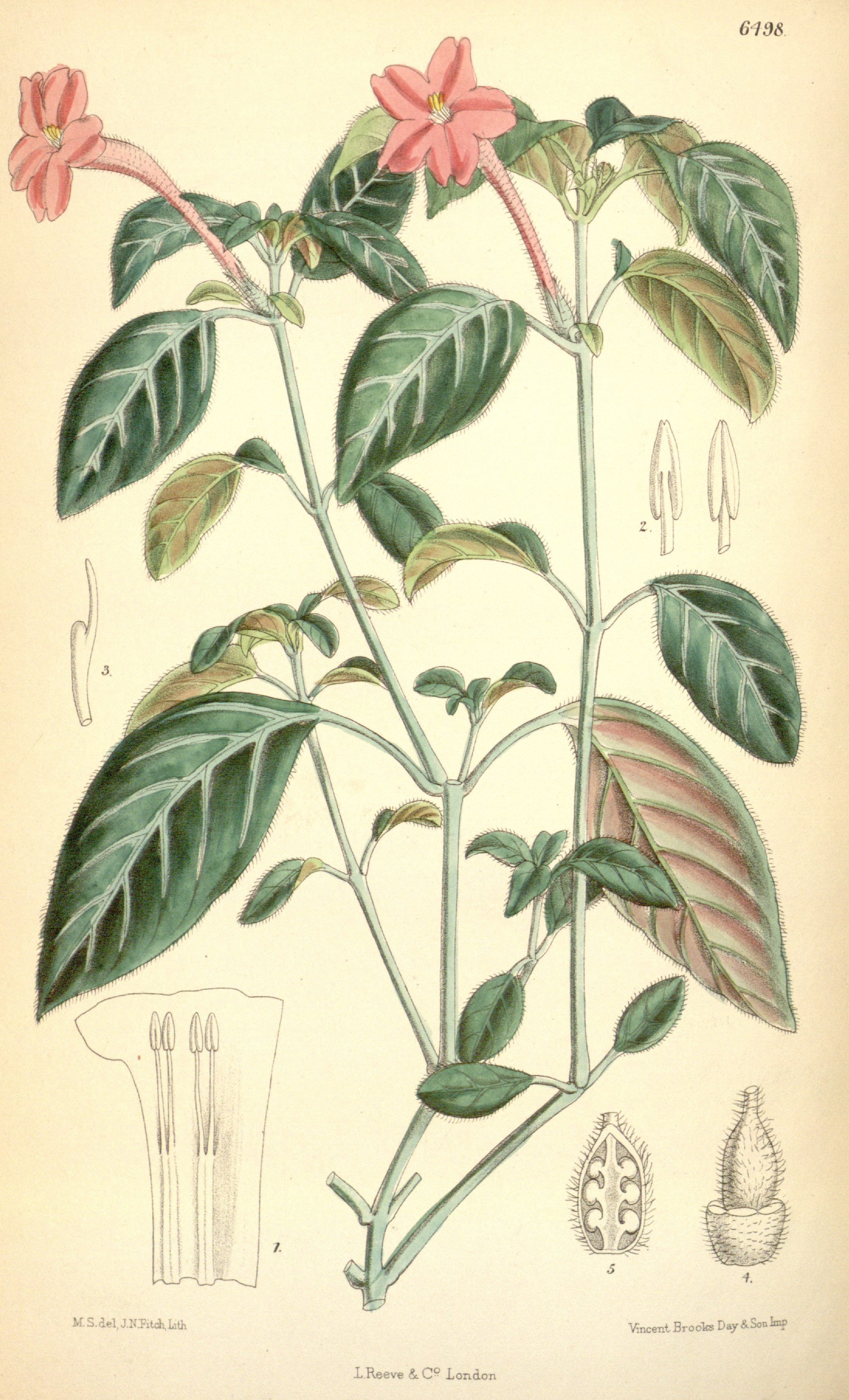
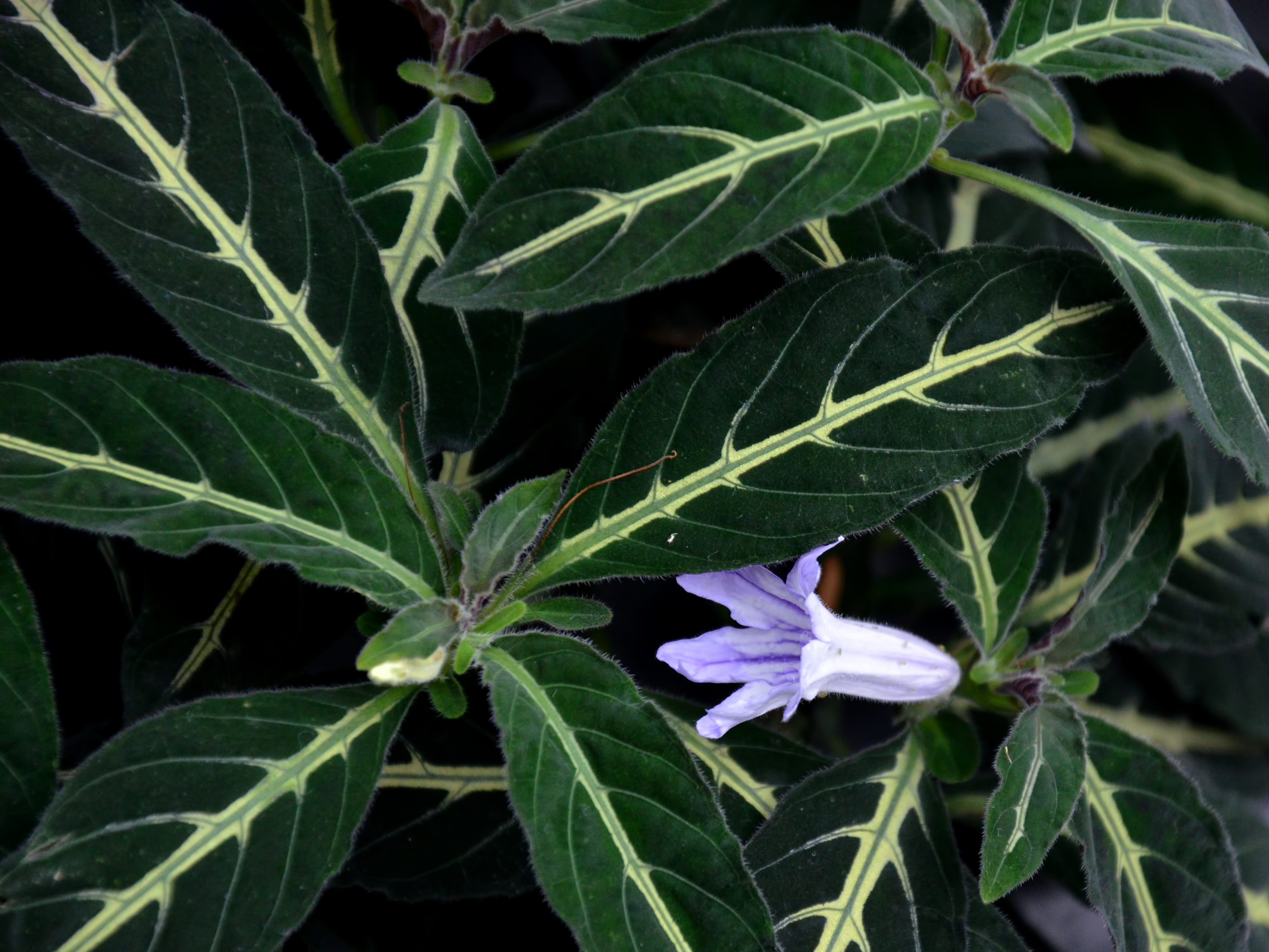